# Isabel Cruz

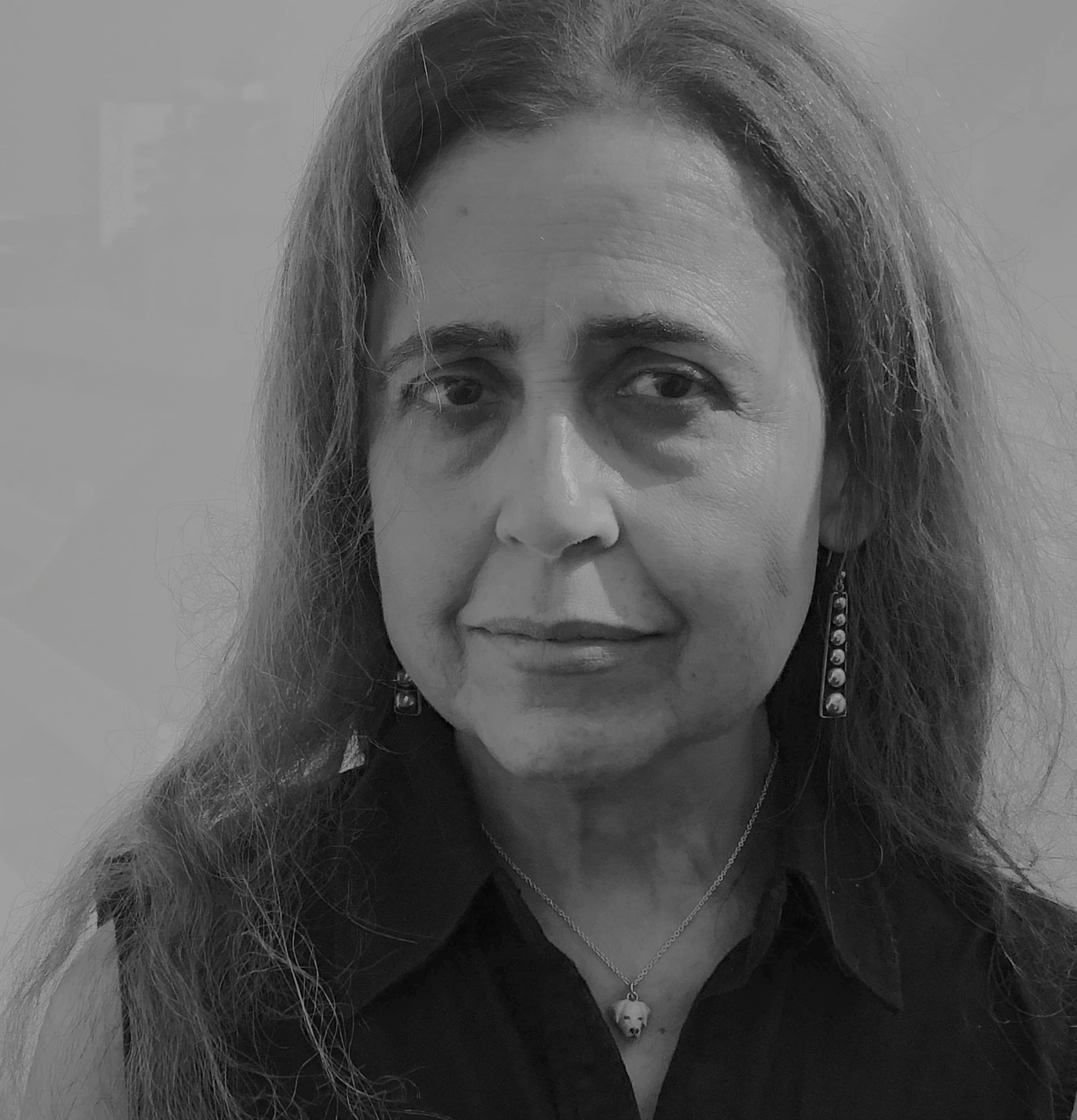
Isabel Cruz, 2019

Isabel F. Cruz (* in Lissabon, Portugal; † 19. September 2021) war eine portugiesisch-amerikanische Informatikerin. Sie wurde bekannt für ihre Forschungen in den Bereichen Datenbanken, Wissensrepräsentation, Geoinformationssysteme, künstliche Intelligenz, visuelle Sprachen, Graphenzeichnen, Benutzeroberflächen, Multimedia, Informationsabfrage und Sicherheit. Sie war Professorin für Informatik am College of Engineering der University of Illinois in Chicago und außerdem Fellow der American Association for the Advancement of Science.

## Leben
Isabel Cruz wuchs in Lissabon auf. Ihr Vater war Ingenieur und ihre Mutter Mathematikerin. Nach einem Bachelor- und Master-Abschluss in Elektrotechnik in Portugal setzte sie ihr Studium in Toronto fort. Sie schloss ihr Studium der Informatik an der University of Toronto unter der Leitung von Alberto O. Mendelzon mit einem Master (1987) und einem PhD (1993) ab. Ihre Postdoc-Forschung führte sie an der Brown University unter der Leitung von Paris Kanellakis durch. Im Jahr 1996 erhielt sie einen CAREER Award der National Science Foundation. Cruz kam 2001 an das College of Engineering der University of Illinois Chicago. Im Jahr 2019 wurde sie zum Fellow der American Association for the Advancement of Science gewählt und im Jahr 2020 zur UIC Distinguished Professor ernannt. Ihre Forschungsschwerpunkte waren Datenbanken, Big Data, geografische Informationssysteme, Semantic Web und Wissensrepräsentation.

## Anerkennung
- 2020: Außerordentliche Professorin (Distinguished Professor) der Universität von Illinois[3]
- 2019: Fellow der American Association for the Advancement of Science, gewählt „für ihre herausragenden Beiträge zu visuellen Abfragesprachen, Informationsintegration und -visualisierung, Geodatenverarbeitung und für ihre professionelle Führungsrolle in der Datenverwaltungsgemeinschaft“.[4]
- 1996: National Science Foundation CAREER Award